# Rhadina
Rhadina är ett fågelsläkte i familjen lövsångare inom ordningen tättingar. Släktet inkluderas oftast i Phylloscopus. Det omfattar tre  arter som häckar i Europa, nordvästra Afrika och västligaste delen av Asien till Libanon och Syrien:
- Grönsångare (R. sibilatrix)
- Balkansångare (R. orientalis)
- Bergsångare (R. bonelli)